# Louville-la-Chenard
Louville-la-Chenard település Franciaországban, Eure-et-Loir megyében. Lakosainak száma 247 fő (2022. január 1.). Louville-la-Chenard Ouarville és Réclainville községekkel határos.

## Népesség
A település népességének változása:
| Lakosok száma | 242  | 210  | 228  | 273  | 262  | 250  | 252  | 253  | 252  | 247  |
|               | 1968 | 1982 | 1990 | 2006 | 2013 | 2015 | 2017 | 2019 | 2020 | 2022 |